# CeNARD
 (mai 2019).
Si vous disposez d'ouvrages ou d'articles de référence ou si vous connaissez des sites web de qualité traitant du thème abordé ici, merci de compléter l'article en donnant les références utiles à sa vérifiabilité et en les liant à la section « Notes et références ».
Le CeNARD (en espagnol, Ce.N.A.R.D. ou Centro Nacional de Alto Rendimiento Deportivo) est un complexe sportif qui permet l’entraînement des athlètes argentins de haut niveau. Il est situé dans le barrio de Núñez, au n° 1050 Crisólogo Larralde Avenue, à Buenos Aires, en Argentine. La zone où il se situe, le long du Río de la Plata a d’abord été le site du Carl Diem Gymnasium de 1954 à 1960, et le CeNARD y a été construit de 1973 à 1980. Le complexe occupe à peu près 11,5 ha.